# Enéas Marques
Enéas Marques é um município brasileiro localizado no sudoeste do Paraná, a cerca de vinte quilômetros de Francisco Beltrão. Com uma área territorial de aproximadamente 192 km², o município possui uma população de cerca de 6 mil habitantes, conforme dados mais recentes do IBGE. A economia local é predominantemente agrícola, com forte presença de atividades como a pecuária e o cultivo de grãos. 
A cidade é conhecida por iniciativas em energia sustentável, como a instalação de uma microcentral hidrelétrica na zona rural, que faz parte do programa Paraná Energia Sustentável. Este empreendimento é um exemplo de como a região está se engajando em práticas de produção de energia limpa e renovável, com um foco especial em minimizar impactos ambientais.
O município possui um Índice de Desenvolvimento Humano Municipal (IDHM) de 0,752, considerado alto, e uma taxa de escolarização de 99,3% para crianças de 6 a 14 anos. No entanto, enfrenta desafios como a mortalidade infantil, que registra uma taxa de 22,73 óbitos por mil nascidos vivos.